# Сливень
Сливень — посёлок в Междуреченском городском округе Кемеровской области России.  Входил в состав Тибенского сельсовета (сейчас — Тибенское территориальное управление).

## География
Сливень расположен в юго-восточной части Кемеровской области и находится на берегу реки Томь.
Уличная сеть не развита.

## Население
| 2010 |
| ---- |
| 0    |

Национальный состав
Согласно результатам переписи 2002 года, в национальной структуре населения русские составляли 100 % от общей численности населения в 5 жителей

## Инфраструктура
Железнодорожный транспорт.

## Транспорт
В посёлке находится   одноименный железнодорожный разъезд.